# Hippie
Hippy je pokret nastao 1960-ih godina.

## Ime hippy nastaje
1. od pridjeva "hip" u značenju: onaj koji zna, koji razumije
2. također riječ "hip", ali u značenju bedro-zbog traperica
3. iz "happy" = sretan
4. najlogičnija teorija: iz engleskog izraza "hipster" što je u pogrdnom smislu označavalo bijele Amerikance koje su se družili i bili uključeni u život i kulturu svojih crnih sugrađana (to je vrijeme kada u Americi cvjeta rasna diskriminacija).

## Hippy pokret
Hippy pokret javlja se 1966. godine 20. stoljeća na zapadnoj obali SAD-a, u San Franciscu, te se proširio na čitavu Ameriku i Europu. Tih, šezdesetih godina svijet je izgledao kao prilično mračno mjesto. Postojala je blokovska podjela svijeta na istočni i zapadni. Vijetnamski rat bio je točka na kojoj se počela buditi građanska svijest, počelo je snažnije suprotstavljanje službenoj američkoj politici i stilu života. 
U hippyja se pojavljuje stav:"mi i oni. Mi smo, dakako, ljudi, a oni su svinje i mi smo protiv njih. Čitav se svijet zapravo dijeli na prosvijećene (nas) i neprosvijećene (njih), ali, što je u svemu najbitnije, bez obzira na rasu i vjeru. Podjela je isključivo kulturna."
Hippyji su bili mladi ljudi, otprilike do 25 godina, uglavnom podrijetlom iz dobrostojećih obitelji, koji su odbacili njihov način života i i materijalistički sustav vrijednosti i suprotstavljaju mu „vrijednosti bića“. 
Napustili su škole i radna mjesta te se preselili na ulicu živjeti s istomišljenicima. Prezirali su američki način života i smatrali su da on samo ograđuje ljudsku slobodu i postavlja granice u ljudskom razmišljanju i kreativnosti. Napustivši udobnost, raskoš, površan život odraslih, izabrali su jednostavan, priprost i prirodan život. 
Hippyji ne priznaju nacije. Žele mirnim putem, prakticirajući bratstvo, srušiti svakodnevne granice koje dijele ljude: nacionalne granice, rasne, vjerske, spolne, klasne, a i one ideološke. Zamišljali su svijet bez ikakvih razlika među ljudima, bez religija, nacionalnosti, materijalnosti koje dijele ljude. 
Voljeli su prirodu i borili su se za njezino očuvanje. Borili su se za vječni mir u svijetu i ljubav među svim ljudima. «Mržnja i rat ustupit će mjesto miru i ljubavi. Sve će se podjele utopiti u bratstvu ljudi, a svuda će odjekivati glazba», to je bilo njihovo zamišljanje svijeta nakon hippy pokreta, tako je izgledao hippy svijet. 
Neki hippyji želju za promjenom izražavaju nomadskim životnim stilovima, odricanjem korporativnih utjecaja, potrošnje i Vijetnamskog rata, prihvaćanjem ne-kršćanske religijske kulture (uključujući Istočnu filozofiju) i s kritiziranjem Zapadnih vrijednosti. 
Hippyes su: 
1. vegetarijanci
2. nudisti
3. zalažu se za prirodnu medicinu
4. reforma oblačenja
5. seksualne reforme
6. ekonomske socijalne, kulturne i religijske reforme
7. sloboda za žene, djecu i životinje
Loša je strana hippy pokreta bila droga koja je najviše zbog hippyja preplavila svijet. Od šezdesetih godina 20. stoljeća halucinogenim drogama eksperimentirali su milijuni mladih ljudi pretežno u zapadnim zemljama oponašajući rock zvijezde da bi "spoznali sami i sebe i svijet oko njih onakav kakav zaista jest". Sigurno je da je povećanom interesu za halucinogene droge pridonijelo otkriće djelovanja DMT i LSD-a kojeg je kozumirao ogroman broj ljudi. Ipak, velik broj hippyja ne uzima LSD. Odbija ih ovisnost koju zaziva uzimanje te droge. Ozbiljniji hippyji sve više teže tome da vlastitim duhovnim traganjem dosegnu stanje prosvećenosti i punine. I sami Beatlesi su u početku pjevali o LSD-u, da bi ga kasnije zamijenila joga. Ipak, otprilike 90% hippyja je pušilo marihuanu, koja je u to vrijeme također postala jako popularna. Hippyji su proučavali istočnjačke filozofije naročito zen budizam, zalagali se za legalizaciju droga, inzistirali na slobodnoj ljubavi, pacifizmu, povratku prirodi i njenom očuvanju. Promovirali su i tzv. Flower Power filozofiju umjesto rata i mržnje pa su ih nazivali i djecom cvijeća. Flower Power je bio slogan kojeg su koristili hippyji kasnih 60-ih i ranih 70-ih kao simbol nenasilne ideologije. Mjesto sastajanja za pokret Flower Power bio je u Amsterdamu, u clubu zvanom Paradiso.    Flower Power je također uključivao razne akcije tinejdžera, kao što su davanje cvijeća policajcu ili stavljanje cvijeća u revolvere i pištolje kao znak mira, a ne rata. 
Mnogi su mladi ljudi promijenili iz korijena svoj životni stil, mnogi su se udružili i živjeli u komunama, zajednicama u kojima su pokušali realizirati ideje i vjerovanja. Snagu ljubavi, bratstva i solidarnosti objedinili su u poznatom sloganu »Vodite ljubav, a ne rat.«
Hippyji slave otvorenost u nastupu, preziru skrivanje pravih emocija i licemjerstvo. U svakom trenutku treba odbaciti bol i nezadovoljstvo, svaku prisilu, pa čak i rad, jer ni on nije ugodan. 
Pitanje ljubavi u hippy ideologiji nije samo pitanje seksualnih sloboda i ljudskih prava nego i slavlje života, ljudske topline, oslobađanje od tabua, poštovanje drugih i njihove volje, preispitivanje patrijahata... Ljubav je posebna vrsta moći. No, neki su tvrdili kako je to nezreli oblik ljubavi i da je iz hippyjevskog otkrića seksualnosti danas ostalo mnogo spolno prenosivih bolesti...

## Izgled
Obavezna je bila duga kosa s trakom oko čela. Odjeća je uvijek bila svijetlih, čak kričavih boja, kombinirana na najrazličitije načine, što je ostavljalo prostor kreativnosti pojedinaca. Nosile su se traperice, ali i šarene trapez hlače, široke košulje, često indijske, široke haljine i suknje, a često se odjeća ručno izrađivala i bojila. Služila je ukidanju statusnih razlika, a izgledom su govorili da su djeca, a ne muškarci ili žene.
Kosa je simbol pobune, slobode, individualnosti, ponosa. Duga je, lepršava, divlja, razbarušena i neukrotiva, baš kao i priroda. Kosu i vrat su ukrašavali cvijećem. Obuća je također bila originalna, indijanske mokasine, minimalističke sandale i sl., međutim hippyji su najčešće hodali bosi što je značilo način povezivanja s prirodom. Nakit se sastojao od perlica, raznih privjesaka-simbola kao peace-simbol (predstavlja otisak nožice goluba i simbolizira mir), ying-yang, tzv. smilea, ali i ekscentričnih »ukrasa« kao npr. ovčja zvona. Hippy na mržnju odgovara razumijevanjem i ljubavlju, bacajući cvijeće svome neprijatelju. Cvijet simbolizira ljubav. Cvijet je lijep, prirodan, divlji i opojan, a označava i nježnost i otvorenost. 
Tijelo ne smije biti mišićavo i jako, već upravo nježno, mlitavo i nenasilno. Beživotnost tijela i nespretnost pokreta dokazuju dosljednost nepripadanja grubom i okrutnom svijetu plastičnih straight-ova. Uostalom, duh je iznad materije, iznad tijela. 

## Glazba
Glazba koja se vezuje uz hippy pokret uglavnom je acid rock. Rock nije više samo teenagerska plesna glazba, on je definitivno glazba revolucije koja predstavlja izraz nezadovoljstva i nade za novu generaciju koja želi “živjeti umjesto da preživljava”, “voljeti umjesto da tolerira”, “hodati umjesto da trči”, “otkrivati umjesto da uči”. Slušali su: Janis Joplin, Grace Slick, Bob Dylan, The Beatles, Rolling Stones, The Who, Iron Butterfly, Frank Zappa, Jefferson Airplane, The Greatful Dead, Big Brother and Holding Company... 

## Okupljanja
Pojam Sumer of love u 20-om stoljeću obilježava početak socijalnog, političkog i seksualnog oslobođanja u modernom društvu. 
Prvo hippyjevsko okupljanje Human Be In bilo je u siječnju 1967. u Golden Gate parku u San Franciscu. Došlo je više od 50 000 ljudi. Human Be In bio je fokusiran na poboljšanje ljudskih shvaćanja, kulturnu i političku decentralizaciju, na zajednički i društveni život, ekološku svijest građana.  
Sveti trolist velikih rock festivala započet je Montereyom (16-18. lipanj 1967.), nastavljen Woodstockom (15-17. kolovoza 1969.) te završen Wightom (26-30. kolovoza 1970.). Tih godina rock ima sve više poklonika, a dvorane su se pokazale neadekvatnim prostorima kako za poklonike tako i za sudionike - trebalo je naći veći prostor gdje bi novi apostoli rocka pokazali svu svoju kreativnost, snagu i razuzdanost. Premda je era ljetnih festivala i masovnih okupljanja započela sa scenom San Francisca, sve se definiralo upravo na tri spomenuta mjesta. Monterey je otkrio svijetu kreativne domete Doorsa, Janis Joplin, Hendrixa, Grateful Dead, Simona & Garfunkela i dr. Na tom mjestu sve se događalo za i u ime glazbe...  Woodstock je bio skup pomalo umornih heroja koji su na velikom mjestu među brojnim poklonicima djece cvijeća dostojanstveno ostavili buntovne šezdesete u ropotarnici povijesti... Wight - premda održan u sedamdesetima po svemu pripada šezdesetim - bi se mogao nazvati britanskim odgovorom na Woodstock, no bilo je očito da dolazi neko novo vrijeme (show bussines!?) u kojima će vrijediti nova pravila gdje idealima neće biti mjesta...

## Kraj
Hippy pokret nije dugo trajao. Politička i gospodarska realnost, problemi s drogama kao i komercijalizacija pokreta potrošili su snove hippyja o boljem vrlo brzo. U High Ashburryju 1969. je bilo 100 000 bjegunaca od kuće, nezaposlenih i zdravstveno nezaštićenih. Ekonomski razvijeno društvo to je još moglo podnijeti. 
U sedamdesetima većina je revolucionarnih zamisli zamrla. Djeca cvijeća su se umorila od slobode ili su možda jednostavno ostarjeli, a njihovi su ih roditelji prestali financijski pokrivati. Uglavnom, otkačene glave su se uozbiljile i shvatile da moraju zarađivati za život ako žele preživjeti. Revolucija je prošla, a svijet se nije bog zna kako promijenio. 
Hippy komunu, kao jedan od oblika udruživanja, karakterizira idejno i kulturno zajedništvo, ali i individualnost (na granici anarhije) te gotovo potpuno odsustvo ekonomskih interesa. Takav spoj, u uvjetima materijalno i tehnološki usmjerene civilizacije, ne obećava dugotrajnost. Kad se svemu tome pridoda još i nesposobnost članstva za odricanja, žrtvu ili fizički rad, kao i činjenicu da društvo iz kojeg su pobjegli (i u koje se mogu vratiti) ipak nudi dovoljno slobode i egzistencijalne sigurnosti, brzi kraj je neizbježan. Za najveći dio naraštaja, hippyzam je bio prolazna moda. Istina, moda koja je ponešto promijenila i čiji odjeci još traju, ali je zapravo samo trenutku prilagođena vječna potreba za otporom, slobodom i ugodom. Kao i svaka moda i ova je privukla mnoge kojima ništa nije bilo jasno, ali su željeli sudjelovati, u ovom slučaju napušiti se i pjevati. 
Na samom izmaku šezdesetih više ništa nije bilo kao prije. Završavala je još jedna glazbena revolucija obilježena brojnim velikanima rock'n'rolla. U sedamdesete se ušlo bez Jimija, Janis i Jima (sve troje je odnijela droga, no, kao što je netko rekao "kreativnost traži uništavanje") te ostavilo nasljeđe ljetnih rock događanja koji se (s iznimkom Live Aida sredinom osamdesetih) više nikad nisu ponovili. No čitav slijed događaja je postavio nove liberalnije poglede i stajališta u ovom svijetu te otvorio vidike masi.